# جی ۲۲
جی ۲۲ (به انگلیسی: FFVS_22) یک هواگرد از نوع جنگنده ساخت شرکت Kungliga Flygförvaltningens Flygverkstad i Stockholm (FFVS) است. هواگرد جی ۲۲ نخستین پروازش را در سپتامبر ۱۹۴۲ میلادی انجام داد. این هواگرد در سال اکتبر ۱۹۴۳ میلادی رسماً معرفی گردید و در سال‌های ۱۹۴۲–۱۹۴۶ تولید شده‌است. در مجموع، تعداد ۱۹۸ فروند از این هواگرد ساخته شده‌است.
طراح این هواگرد، Bo Lundberg بود.